# Istros (Danai canta a Neruda)
Istros (Danai canta a Neruda) es un álbum de la cantante, escritora y docente griega Danai Stratigopoulou, lanzado en 1969 por el sello discográfico DICAP. Como su título lo indica, el disco es un tributo al poeta chileno ganador del Premio Nobel de Literatura Pablo Neruda. Tanto los arreglos como la dirección musical son obra del compositor Luis Advis.
La palabra «istros» que precede al resto del título, en griego moderno quiere decir «bríos». Toda la música es compuesta por Danai. La mayoría de los temas se basan en poemas del poeta, cantados por Danai en perfecto castellano, pero Danai finaliza además cada lado del vinilo con dos composiciones propias cantadas en griego.
En la contraportada del disco se pueden leer las siguientes palabras de la propia Danai:

«Escogí pasajes nerudianos con temas tanto líricos como de tipo social sobre la lucha por la justicia y la resistencia contra el miedo y el dolor. Tuve que extraer la esencia, el núcleo sin que el conjunto de los versos elegidos dejara de ser también poético, tarea nada de fácil, por eso pudo decir Neruda en una conversación entre amigos en casa de mi hermana Mirka "Eso es una recreación de mi poesía". Era lo que esperaba.»
Danai Stratigopoulou

## Lista de canciones
Todas las letras escritas por Pablo Neruda, salvo canciones 4, 5, 11 y 12, toda la música compuesta por Danai Stratigopoulou. 
| Lado A |                                     |                                       |          |  |
| N.º    | Título                              | Poema base                            | Duración |  |
| 1.     | «Los marineros besan y se van»      | «Farewell», de Crepusculario          | 2:54     |  |
| 2.     | «Balada de Matilde»                 | «Los exilios», de Cantos ceremoniales | 3:52     |  |
| 3.     | «Pucatrihue»                        | «Pucatrihue», de Barcarola            | 2:33     |  |
| 4.     | «Partí, Mirka» («Xequínisa, Mirka») |                                       | 1:43     |  |
| 5.     | «Mi amor, ven» («Agapi Mu Ela»)     |                                       | 2:29     |  |
| 13:31  |                                     |                                       |          |  |

| Lado B |                         |                                                |          |  |
| N.º    | Título                  | Poema base                                     | Duración |  |
| 6.     | «Ven conmigo, ven»      | «El río y el monte», de Los versos del Capitán | 2:33     |  |
| 7.     | «Guillermina»           | «Dónde estará la Guillermina», de Estravagario | 2:27     |  |
| 8.     | «Muchachas»             | «Las muchachas», de Los versos del Capitán     | 1:54     |  |
| 9.     | «Así llegaste al mundo» | «El hijo», de Los versos del Capitán           | 3:47     |  |
| 10.    | «Adiós otoño de París»  | «Adiós a París», de Estravagario               | 2:43     |  |
| 11.    | «Furtuna Tálasa»        |                                                | 2:54     |  |
| 12.    | «C'est clair»           |                                                | 2:13     |  |
| 18:52  |                         |                                                |          |  |

## Créditos
- Vicente + Antonio Larrea: diseño gráfico.[4]